# Алвін Тера
Алвін Тера (англ. Alwyn Tera, нар. 18 січня 1997, Найробі) — кенійський футболіст, півзахисник вірменського клубу «Арарат-Вірменія» та національної збірної Кенії. Виступав також за клуб «Сабуртало». Чемпіон Грузії та володар Кубка Грузії. Володар Кубка Вірменії та Суперкубка Вірменії.

## Клубна кар'єра
У професійному футболі Алвін Тера дебютував 2015 року виступами за грузинську команду «Сабуртало», в якій грав до 2021 року, взявши участь у 138 матчах чемпіонату. у складі грузинського клубу кенійський півзахисник у 2018 році став чемпіоном Грузії, а в 2019 році став володарем Кубка Грузії.
У 2021 році Тера перейшов до складу вірменського клубу «Арарат-Вірменія». У складі команди футболіст у сезоні 2023—2024 років став володарем Кубка Вірменії, а в 2024 році став володарем Суперкубка Вірменії.

## Виступи за збірну
У 2021 році Алвін Тера дебютував у складі національної збірної Кенії. Станом на травень 2025 року зіграв у складі збірної 2 матчі, в яких забитими голами не відзначився.

## Титули і досягнення
- Чемпіон Грузії (1):

«Сабуртало»: 2018
- Володар Кубка Грузії (1):

«Сабуртало»: 2019
- Володар Кубка Вірменії (1):

«Арарат-Вірменія»: 2023–2024
- Володар Суперкубка Вірменії (1):

«Арарат-Вірменія»: 2024